# Cirrocumulus

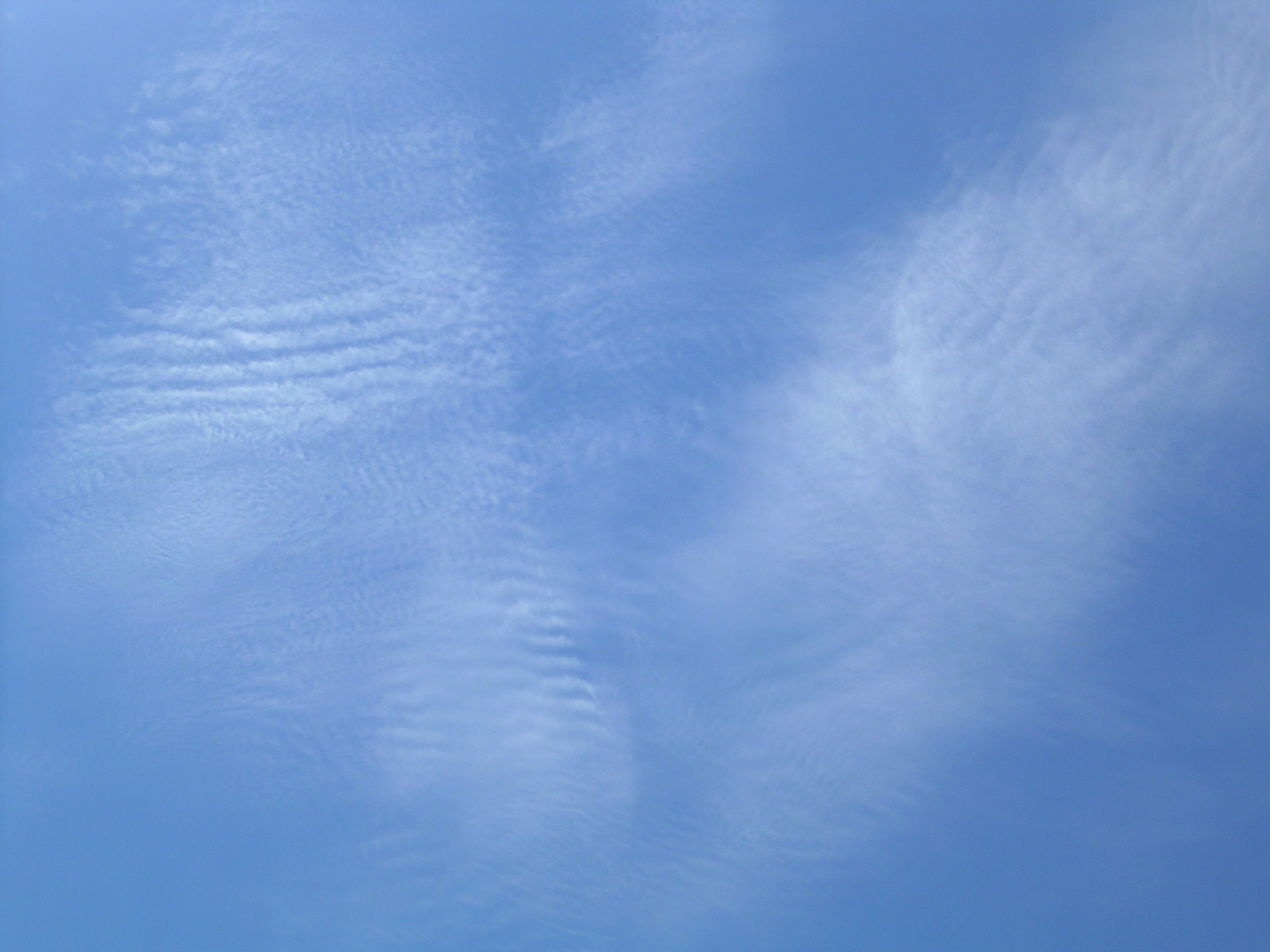
Cirrocumulus undulatus (Cc un)

Cirrocumuli (v. lat. cirrus „Haarlocke, ein Büschel Pferdehaar, Federbusch“ und cumulus „Anhäufung“; Abk.: Cc) sind dünne, weiße Flecken, Felder oder Schichten von Wolken ohne  Eigenschatten, die aus sehr kleinen, körnig, gerippelt (kleine Schäfchenwolken) oder ähnlich aussehenden, miteinander verwachsenen oder isolierten Wolkenteilchen bestehen und mehr oder weniger regelmäßig angeordnet sind. Die meisten Wolkenteile haben eine scheinbare Breite von weniger als einem Grad. Dies entspricht etwa der scheinbaren Breite des kleinen Fingers bei ausgestrecktem Arm.
Cirrocumuluswolken können so hoch werden, dass sie unter sich untypische Schatten bilden und mit Altocumulus verwechselt werden können. Der Cirrocumulus kann aber auch ähnlich wie der Cirrostratus aussehen, wird aber als Cirrocumulus bezeichnet, solange der größere Teil seiner Unterseite gerippelt oder in kleine Wölkchen unterteilt ist.
Spezielle Arten von Cirrocumulus sind stratiformis, lenticularis, castellanus, und floccus sowie die Unterarten undulatus und lacunosus. Für Sonderformen, Begleit- und Mutterwolken siehe den Artikel Wolke.

## Physikalischer Aufbau und Erscheinungsform
Der Cirrocumulus besteht fast ausschließlich aus Eiskristallen. Stark unterkühlte Wassertröpfchen können vorhanden sein, werden jedoch gewöhnlich schnell durch Eiskristalle ersetzt. Cirrocumuli treten meistens in mehr oder weniger ausgedehnten Feldern auf, die aus sehr kleinen, körnig, gerippelt oder ähnlich aussehenden Wolkenteilen bestehen (stratiformis). Diese Felder sind oft in ein oder zwei Wellensystemen angeordnet (undulatus). Sie können ausgefaserte Ränder haben. In seltenen Fällen kann ein Cirrocumulus-Feld auch mehr oder weniger regelmäßig verteilte, kleine runde Lücken mit vielfach ausgefransten Rändern haben, wodurch oft das Aussehen eines Netzes oder einer Honigwabe hervorgerufen wird (lacunosus).
Cirrocumuli kommen auch in linsen- oder mandelförmigen Bänken vor, die häufig sehr langgestreckt sind und gewöhnlich scharf ausgeprägte Umrisse haben (lenticularis). In selteneren Fällen können die einzelnen Teile einer Cirrocumulus-Wolke auch aus sehr kleinen, unten zerfetzten Büscheln bestehen (floccus), oder sie können auch die Form sehr kleiner, turmartiger Aufquellungen haben, die aus einer gemeinsamen horizontalen Basis herauswachsen (castellanus). Die Wolken sind stets so durchscheinend, dass sie die Stellung von Sonne und Mond erkennen lassen. Bisweilen wird bei Wolken dieser Gattung Irisieren oder das Ausbilden einer Korona beobachtet.

## Entstehung
Ein Cirrocumulus kann im wolkenfreien Raum entstehen, aber auch bei Umbildung von Cirrus oder Cirrostratus sowie auch durch Schrumpfung der Teilwolken eines Fleckens, eines Feldes oder einer Schicht von Altocumulus. Ein Cirrocumulus lenticularis wird gewöhnlich durch lokale, orographisch bedingte Hebung einer Schicht feuchter Luft hervorgerufen.

## Unterscheidung
Cirrocumulus ist von anderen ähnlich aussehenden  Formen zu unterscheiden.

### Cirrus und Cirrostratus
Cirrocumuli in rundlichen Büscheln oder in Form kleiner abgerundeter Türmchen, die aus einer gemeinsamen Basis herauswachsen, können mit ähnlich aussehenden Cirren verwechselt werden. Das Unterscheidungsmerkmal besteht darin, dass die Cirrocumulus-Büschel oder -Türmchen im Gegensatz zu denen vom Cirrus eine Breite von weniger als 1 Grad haben, sofern sie in einem Winkel von mehr als 30 Grad über dem Horizont beobachtet werden.
Ein Cirrocumulus-Feld unterscheidet sich von Cirrus und Cirrostratus durch die gerippelte Form sowie durch die Unterteilung in sehr kleine Wölkchen. Dabei können faserig, seidig oder glatt aussehende Abschnitte (die für Cirrus oder Cirrostratus charakteristisch sind) auftreten; sie machen jedoch insgesamt nur den kleineren Teil aus.

### Altocumulus
Cirrocumulus unterscheidet sich von Altocumulus dadurch, dass die meisten Wolkenteile nur sehr klein sind (definitionsgemäß haben sie eine Breite von weniger als 1 Grad, sofern sie in einem Winkel von mehr als 30 Grad über dem Horizont beobachtet werden) und keine Eigenschatten bilden.